# Apafa vasútállomás
Apafa vasútállomás egy Hajdú-Bihar vármegyei vasútállomás, Debrecen városában, a MÁV üzemeltetésében. A megyeszékhely északi külterületei között helyezkedik el, közvetlenül a 4-es főút mellett.

## Vasútvonalak
Az állomást az alábbi vasútvonalak érintik:
- Budapest–Záhony-vasútvonal
- Apafa–Mátészalka-vasútvonal

## Kapcsolódó állomások
A vasútállomáshoz az alábbi állomások vannak a legközelebb:
- Debrecen-Csapókert megállóhely (Budapest–Záhony-vasútvonal)
- Bocskaikert megállóhely (Budapest–Záhony-vasútvonal)
- Dombostanya megállóhely (Apafa–Mátészalka-vasútvonal)

## Forgalom
| Járat            | Útvonal | Gyakoriság                                                            |
| ---------------- | --- | --------------------------------------------------------------------- |
| személyvonat     | Budapest-Nyugati → Zugló → Kőbánya alsó → Kőbánya-Kispest → Pestszentlőrinc → Szemeretelep → Ferihegy → Vecsés → Vecsés-Kertekalja → Üllő → Hosszúberek-Péteri → Monor → Monorierdő → Pilis → Albertirsa → Ceglédbercel → Ceglédbercel-Cserő → Budai út → Cegléd → Abony → Szolnok → Szajol → Törökszentmiklós → Fegyvernek-Örményes → Kisújszállás → Karcag → Püspökladány → Kaba → Hajdúszoboszló → Ebes → Debrecen                                                                          | Napi 1 Debrecen felé                                                  |
| személyvonat     | Cegléd → Abony → Szolnok → Szajol → Törökszentmiklós → Fegyvernek-Örményes → Kisújszállás → Karcag → Püspökladány → Kaba → Hajdúszoboszló → Ebes → Debrecen → Debrecen-Csapókert → Apafa → Bocskaikert → Hajdúhadház → Téglás → Újfehértó → Nyíregyháza → Sóstó → Sóstóhegy → Kemecse → Nyírbogdány → Kék → Demecser → Gégény → Pátroha → Ajak → Kisvárda → Kisvárda-Hármasút → Fényeslitke → Komoró → Tuzsér → Tiszabezdéd → Záhony                                                           | Munkanapokon 2 Záhony felé                                            |
| személyvonat     | Cegléd – Abony – Szolnok – Szajol – Törökszentmiklós – Fegyvernek-Örményes – Kisújszállás – Karcag – Püspökladány – Kaba – Hajdúszoboszló – Ebes – Debrecen – Debrecen-Csapókert – Apafa – Bocskaikert – Hajdúhadház – Téglás – Újfehértó – Nyíregyháza | Napi 4-6 pár                                                          |
| személyvonat     | Püspökladány – Kaba – Hajdúszoboszló – Ebes – Debrecen – Debrecen-Csapókert – Apafa – Bocskaikert – Hajdúhadház – Téglás – Újfehértó – Nyíregyháza – Sóstó – Sóstóhegy – Kemecse – Nyírbogdány – Kék – Demecser – Gégény – Pátroha – Ajak – Kisvárda – Kisvárda-Hármasút – Fényeslitke – Komoró – Tuzsér – Tiszabezdéd – Záhony | Munkanapokon napi 2 pár                                               |
| személyvonat     | Püspökladány – Kaba – Hajdúszoboszló – Ebes – Debrecen (– Debrecen-Csapókert – Apafa – Bocskaikert – Hajdúhadház – Téglás – Újfehértó – Nyíregyháza) | Munkanapokon napi 1 pár                                               |
| személyvonat     | Debrecen – Debrecen-Csapókert – Apafa – Dombostanya – Hajdúsámson – Tamásipuszta – Aradványpuszta – Nyíradony – Nyírmihálydi – Nyírgelse – Nyírbogát – Nyírbátor – Nyírcsászári – Hodász – Nyírmeggyes – Mátészalka (– Kocsord – Kocsord alsó – Tunyogmatolcs – Tunyogmatolcs alsó – Fehérgyarmat) | 2 óránként                                                            |
| személyvonat     | Debrecen – Debrecen-Csapókert – Apafa – Dombostanya – Hajdúsámson – Tamásipuszta – Aradványpuszta – Nyíradony – Nyírmihálydi – Nyírgelse – Nyírbogát – Nyírbátor – Nyírcsászári – Hodász – Nyírmeggyes – Mátészalka – Nyírcsaholy – Nagyecsed – Tiborszállás | Vasárnap 1 pár                                                        |
| Cívis InterRégió | Budapest-Nyugati – Zugló – Kőbánya-Kispest – Ferihegy – Cegléd – Abony – Szolnok – Szajol – Törökszentmiklós – Fegyvernek-Örményes – Kisújszállás – Karcag – Püspökladány – Kaba – Hajdúszoboszló – Ebes – Debrecen (– Debrecen-Csapókert – Apafa – Bocskaikert – Hajdúhadház – Téglás – Újfehértó – Nyíregyháza – Sóstó – Sóstóhegy – Kemecse – Nyírbogdány – Kék – Demecser – Gégény – Pátroha – Ajak – Kisvárda – Kisvárda-Hármasút – Fényeslitke – Komoró – Tuzsér – Tiszabezdéd – Záhony) | Napi 1-2 pár, pénteken 3 Nyíregyháza felé és vasárnap 4 Budapest felé |